# 近藤荣藏
近藤荣藏（日语：／；1883年2月5日—1965年7月3日）是日本的一个社会主义活动家，也是日本共产党（第一次）的干部之一。他是“晓民共产党事件”的受害者之一。